# Subway (сеть ресторанов)

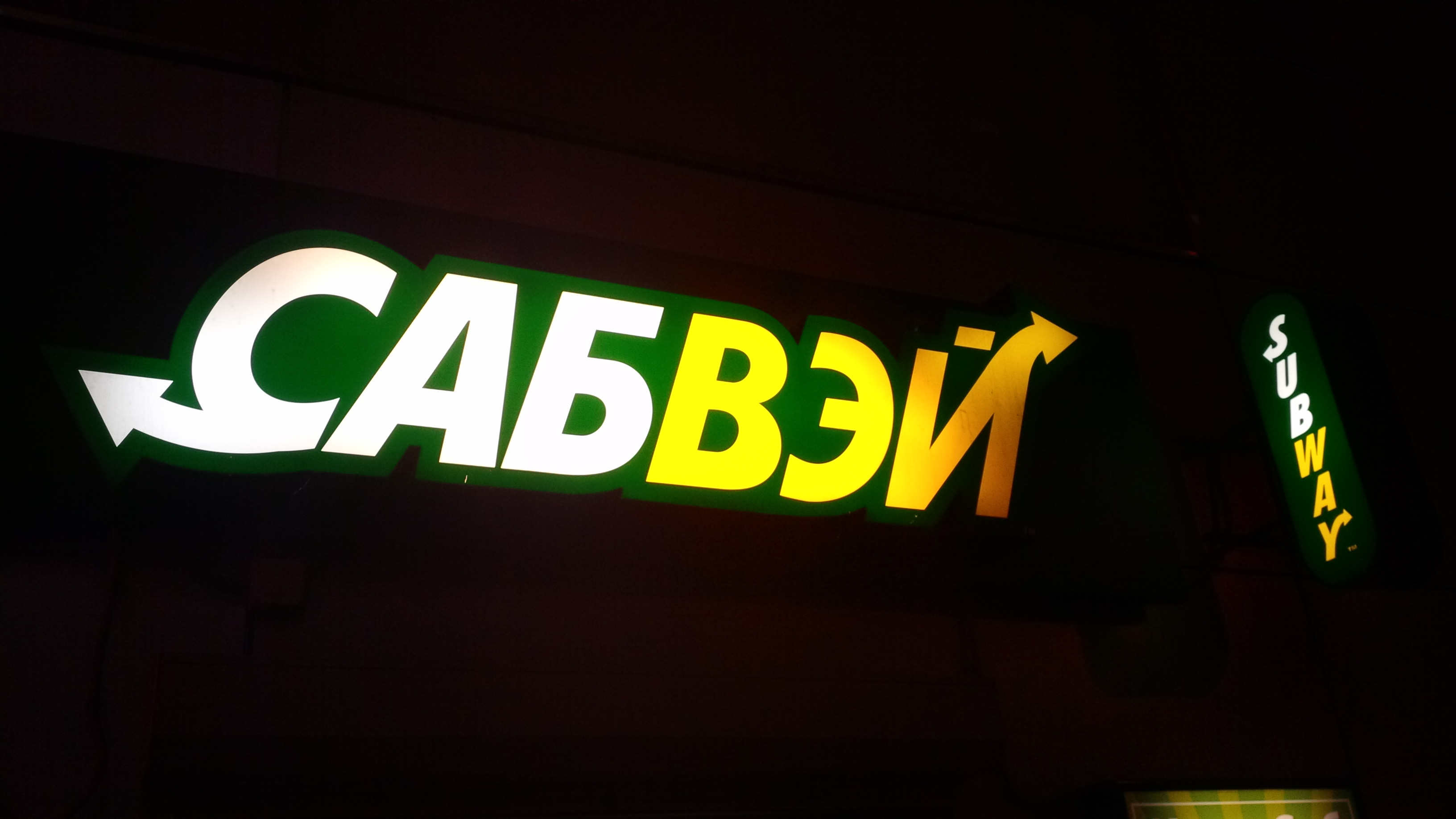
Subway в России

Subway (рус. Са́бвэй) — сеть ресторанов быстрого обслуживания, работающая по принципу франчайзинга. Крупнейшая по количеству точек предприятий общественного питания сеть в мире (по состоянию на 2011 год). Основной продаваемой продукцией являются субмарина-сэндвичи (сабы).
Официальное название фирмы Subway, предоставляющей услуги франчайзинга: Doctor’s Associates, Inc. Фирма была основана в 1965 году Фредом ДеЛюкой (англ. Fred DeLuca) и по состоянию на 8 сентября 2017 года насчитывала 44380 ресторанов в 110 странах.
Subway позиционирует себя как здоровую альтернативу стандартным сетям ресторанов быстрого обслуживания (что было доказано официальной диетой), что отражается в слогане компании «Ешь све́жее!» (англ. Eat fresh!).

## Название
Название сети происходит от английской приставки «sub», сокращения для «Submarine Sandwich» (с англ. — «Сэндвич в форме подводной лодки»). Сэндвичи, производимые фирмой, были так названы из-за своей вытянутой и округлой формы, похожей на подводную лодку. Первый ресторан Subway был открыт в 1965 году в Бриджпорте, Коннектикут (США) под именем «Pete’s Super Submarines». В Германии Subway называют «забегаловкой 1000 вопросов» (нем. 1000 Fragen Imbiss). Название также является игрой слов в английском языке: subway — «метрополитен», как его именуют в Нью-Йорке, США.

## История
28 августа 1965 года Фред ДеЛюка (1947–2015) и доктор Питер Бак (1930–2021) открыли первый ресторан в Бриджпорте, штат Коннектикут и назвали его «Pete’s Super Submarines». Фреду, которому тогда было 17 лет, требовались деньги для финансирования учёбы в университете, и в качестве решения этой проблемы друг его семьи Питер Бак предложил ему открыть киоск по продаже сэндвичей. Банк предоставил кредит размером в 1000 долларов, а Фред ДеЛюка взял на себя управление бизнесом.
Через некоторое время имя ресторана было изменено на «Pete’s Subway», и потом на «Subway». Одной из причин изменения названия было то, что многие клиенты, слышавшие название «Pete’s Subway», были уверены, что в этом ресторане продают пиццу.
Некоторое время в оформлении своих ресторанов сеть использовала мотивы метрополитена Нью-Йорка (англ. New York City Subway).
В 1974 году размер сети составлял 32 ресторана и было принято решение о переходе на концепцию франчайзинга, становившуюся в те годы всё более популярной в США, для дальнейшего развития сети ресторанов.
В 1987 году был открыт тысячный ресторан. С начала 1990-х годов Subway открывал более 1000 новых ресторанов ежегодно. 14 раз Subway был удостоен награды «Лучшая мировая франчайзинговая система» (по рейтингу Entrepreneur Magazine).
В 1994 году была предпринята попытка открыть первый ресторан в России, но она провалилась.

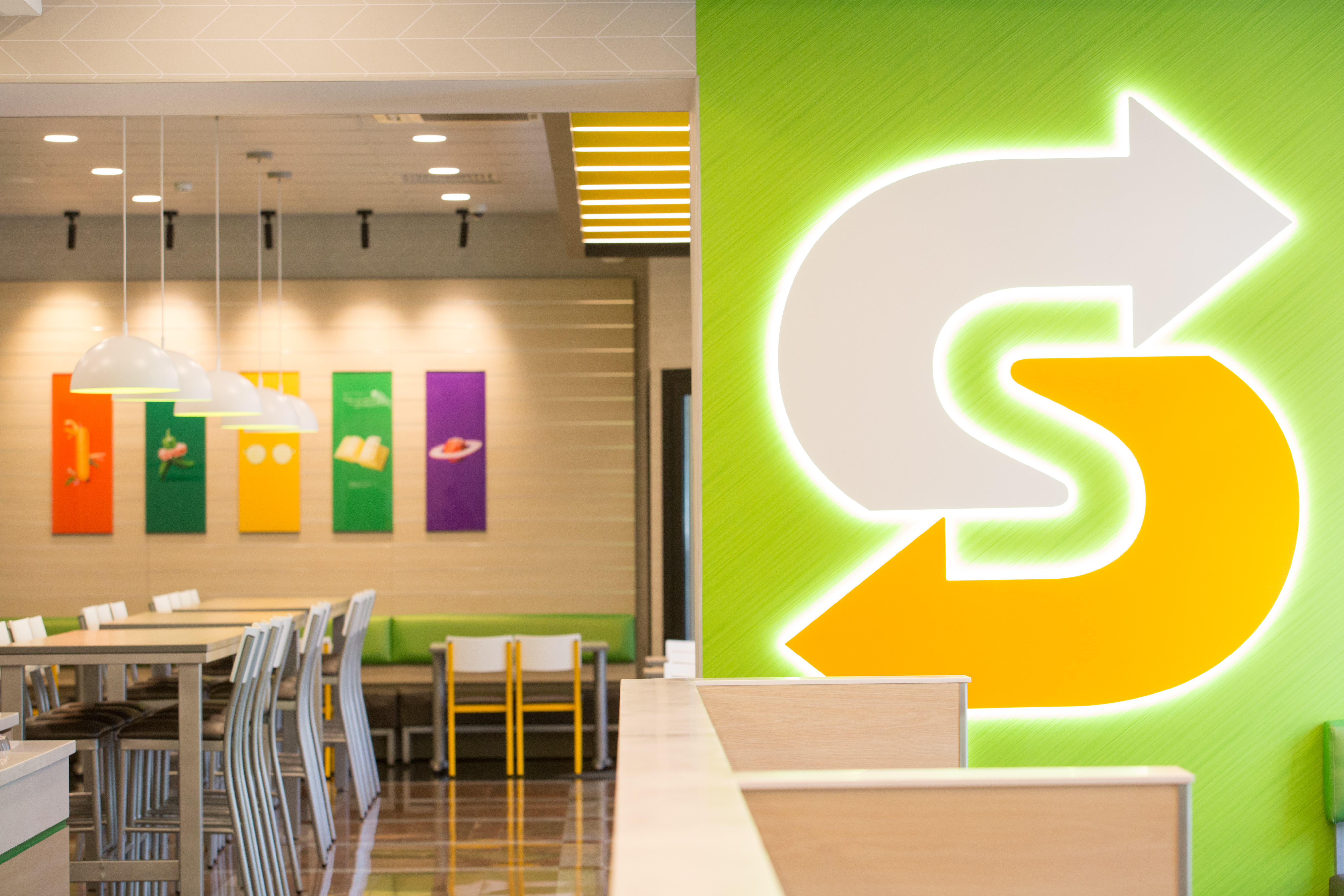
Subway в формате Fresh Forward

В 2001 году Фред ДеЛюка написал книгу с рекомендациями для начинающих бизнесменов «Начать с малого и закончить большим, 15 уроков открытия и ведения успешного бизнеса» (англ. «Start Small, Finish Big: 15 Key Lessons to Start—and Run—Your Own Successful Business»), основанную на успехе Subway.
В 2004 году был повторно открыт первый российский ресторан в Санкт-Петербурге.
В 2012 году в России было около 350 ресторанов Subway.
В 2019 году в России закрылся каждый 10 ресторан Subway, причиной сокращения сети Subway в России послужила экспансия «большой тройки» на рынке фастфуда: Burger King, McDonald's и KFC. «Конкурентная среда во многих местах изменилась», — вынужден признать представитель «SubwayРоссия».
В январе 2023 года компания наняла консультантов для поиска покупателей бизнеса. По оценкам экспертов, компания может быть продана за 10 млрд $.

## Ресторан

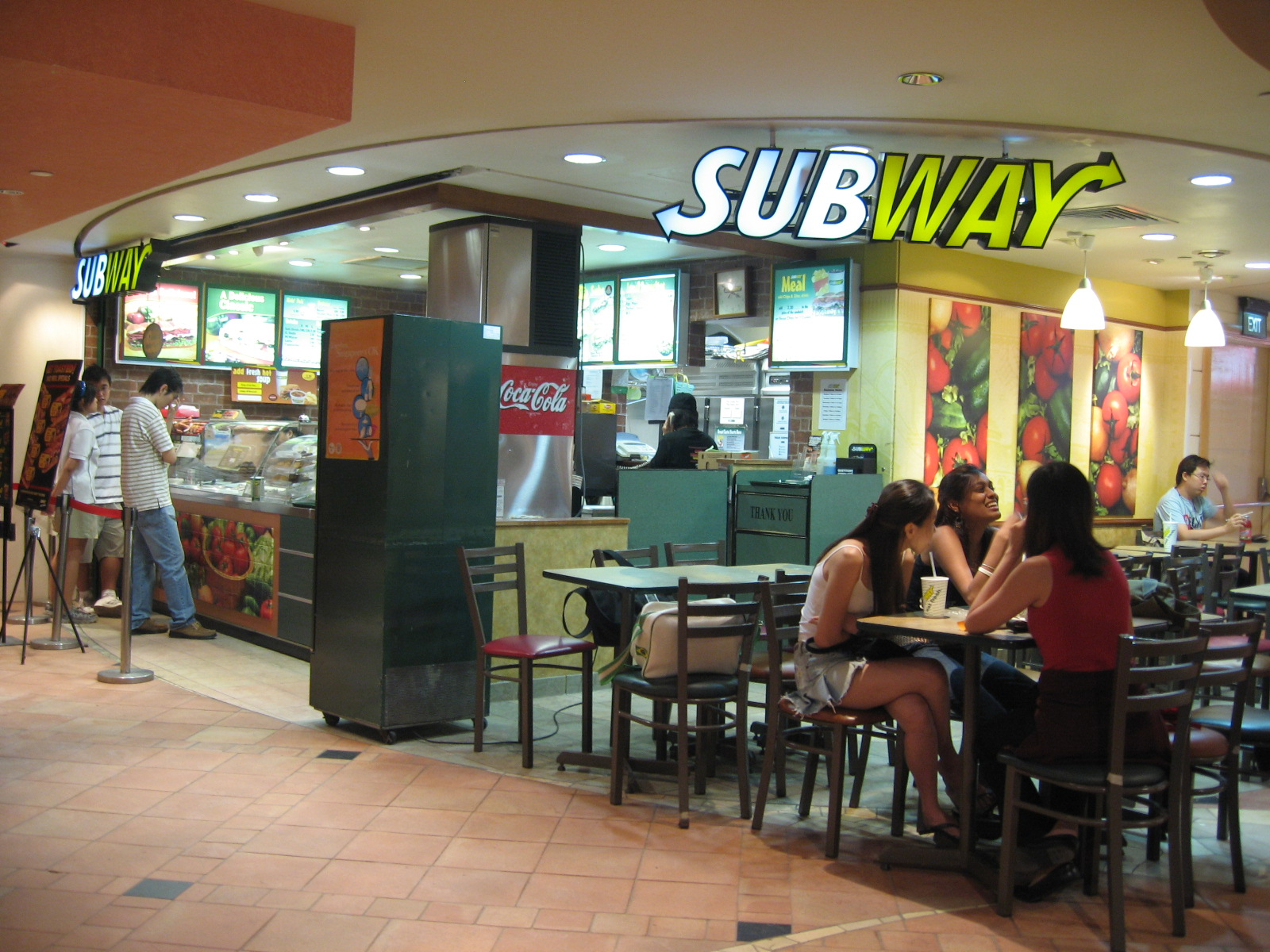
Типичный ресторан Subway

Типичный ресторан Subway представляет собой небольшое помещение с прозрачной стойкой, внутри которой расположены ингредиенты для сэндвичей. За стойкой расположены печи, в которых выпекаются булки для сэндвичей. В помещении ресторана обычно не так много сидячих мест, как в других ресторанах быстрого обслуживания (в среднем около 10—15), в некоторых ресторанах часть из них (иногда все) выполнена в виде узкого стола вдоль стены и барных стульев.
Помимо стандартных ресторанов, у Subway есть большое количество заведений в нестандартных и даже неожиданных местах. Более 900 ресторанов находятся на территории супермаркетов Walmart, более 200 — на американских военных базах, включая несколько ресторанов в Ираке и два ресторана в здании Пентагона.
Первый кошерный ресторан был открыт в 2006 году в Кливленде.

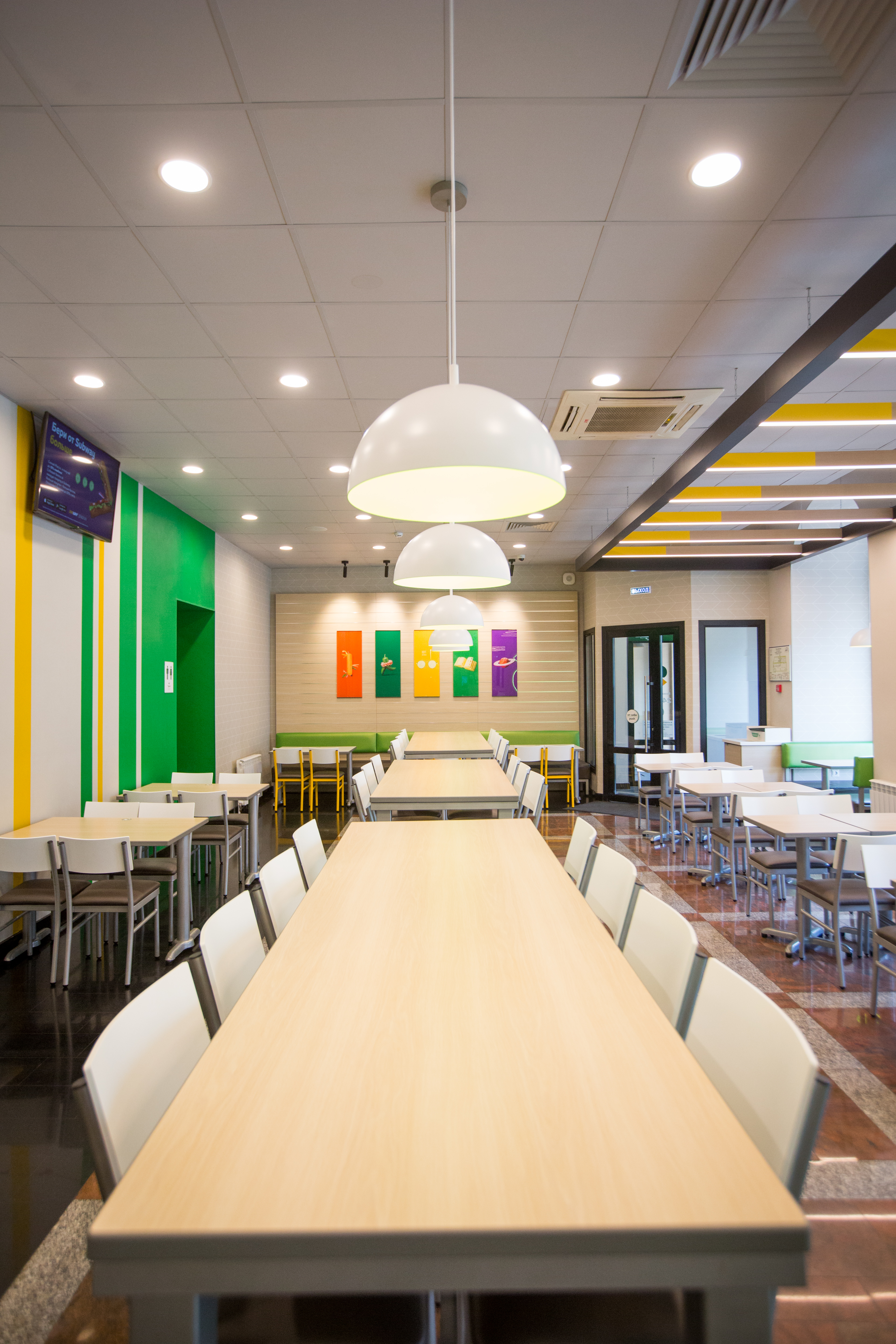
дизайн ресторана Subway в формате Fresh Forward

В апреле 2018 года компания Сабвэй Россия открыла первый в стране ресторан в новой концепции Fresh Forward. Данная концепция включает полную трансформацию бренда от логотипа и интерьера до сервиса, главная цель которой — в первую очередь совершенствование покупательского опыта, повышение мобильности и доступности продукта. На начало декабря 2020 года по России уже функционировало 35 ресторанов Subway в обновленном формате Fresh Forward.

### Меню

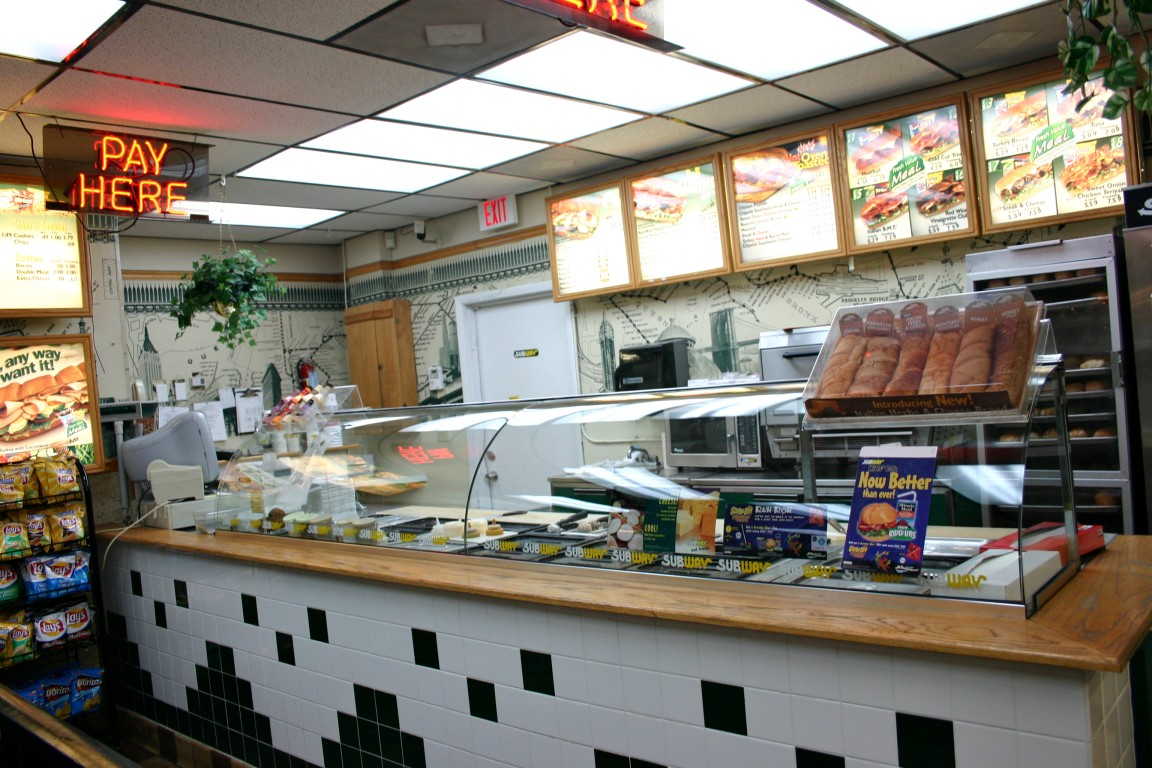
Стойка Subway с хлебом и другими ингредиентами

Меню в Subway варьирует от страны к стране — в мусульманских странах, например, в меню нет блюд со свининой. Однако основные блюда и ингредиенты остаются общими для всех ресторанов сети. Клиентам предлагаются на выбор несколько видов хлеба (как правило, 4—6), а также различные ингредиенты для сэндвичей (говядина, птица, ветчина, тунец, сыр и несколько видов свежих и маринованных овощей), и несколько видов соусов.

#### Сэндвичи и салаты

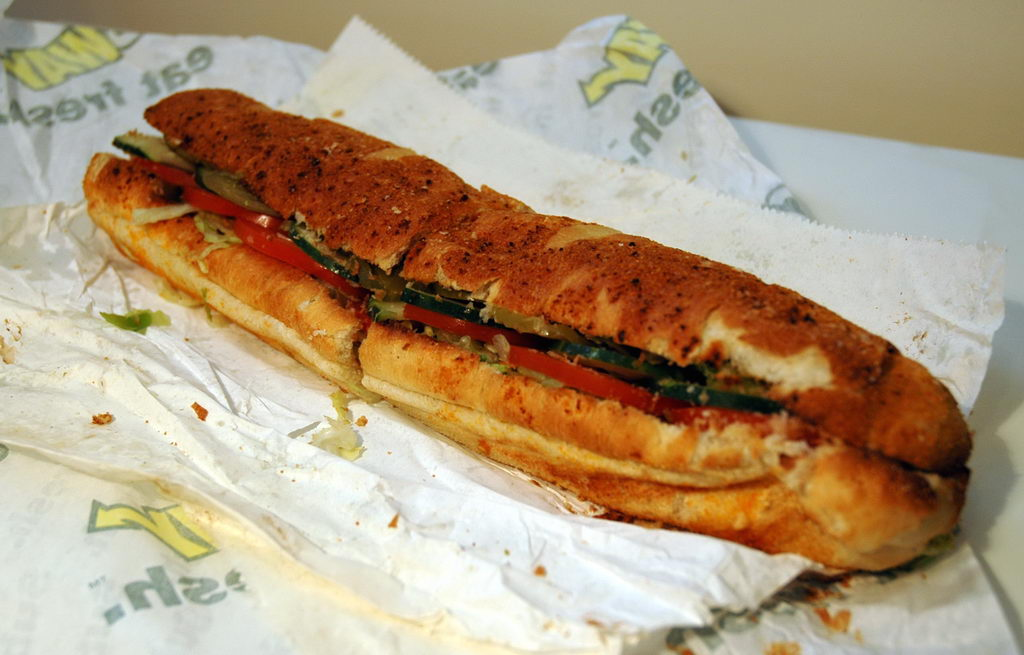
30-сантиметровый сэндвич («футер»)

Subway предлагает сэндвичи трёх размеров:
- 30-сантиметровый сэндвич (англ. Footlong size);
- 15-сантиметровый сэндвич (англ. 6 inch; обычно цены указываются для этих сэндвичей);
- 10-сантиметровые мини-сабы.

Все сэндвичи могут быть заказаны также в виде ролла (англ. wrap) или салата (те же ингредиенты без хлеба).
Заказ происходит следующим образом: клиент выбирает тип хлеба для своего сэндвича, тип сэндвича (главный ингредиент вроде ветчины или птицы) и дополнительные ингредиенты вроде сыра, овощей и соуса. Таким образом, приготовление сэндвича от начала и до конца происходит прямо на глазах у клиента.

#### Другие блюда
Помимо сэндвичей и салатов, в большинстве ресторанов Subway можно также приобрести пиццу, чипсы и печенье. В отличие от многих других сетей ресторанов быстрого обслуживания, Subway не предлагает клиентам картофель фри.

#### Напитки
Напитки, предлагаемые в Subway, ограничиваются стандартными безалкогольными. Из горячих напитков предлагаются кофе, чай и какао. В некоторых странах (в том числе и в России) в Subway также предлагают пиво, соки и другие напитки.

## Сеть филиалов

Карта распространения филиалов Subway

По состоянию на июль 2020 года у Subway было около 41 600 точек в 111 странах мира, все они работали независимо друг от друга. Согласно статистике 2012 года, большая часть ресторанов Subway приходилась на следующие страны:
- США — 24 129;
- Канада — 3155;
- Великобритания — 2300;
- Бразилия — 2200;
- Австралия — 1400;
- Мексика — 929;
- Германия — 680;
- Индия — 521;
- Китай — 495;
- Россия — 460;
- Южная Корея — 418;
- Франция — 393;
- Новая Зеландия — 247;
- Малайзия — 235;
- Колумбия — 219;
- Нидерланды — 205;
- Япония — 194;
- Финляндия — 190;
- Саудовская Аравия — 178;
- Швеция — 174;
- Пуэрто-Рико — 167;
- Польша — 154.

Филиалы Subway, как правило, значительно меньше филиалов McDonald’s или аналогичных сетей быстрого обслуживания и нуждаются в значительно меньшем количестве персонала и оборудования, что делает их рентабельными в небольших населённых пунктах или в других местах, где постройка McDonald’s не окупается. Это объясняет быстрый рост числа филиалов Subway в США и других странах мира.

### Россия

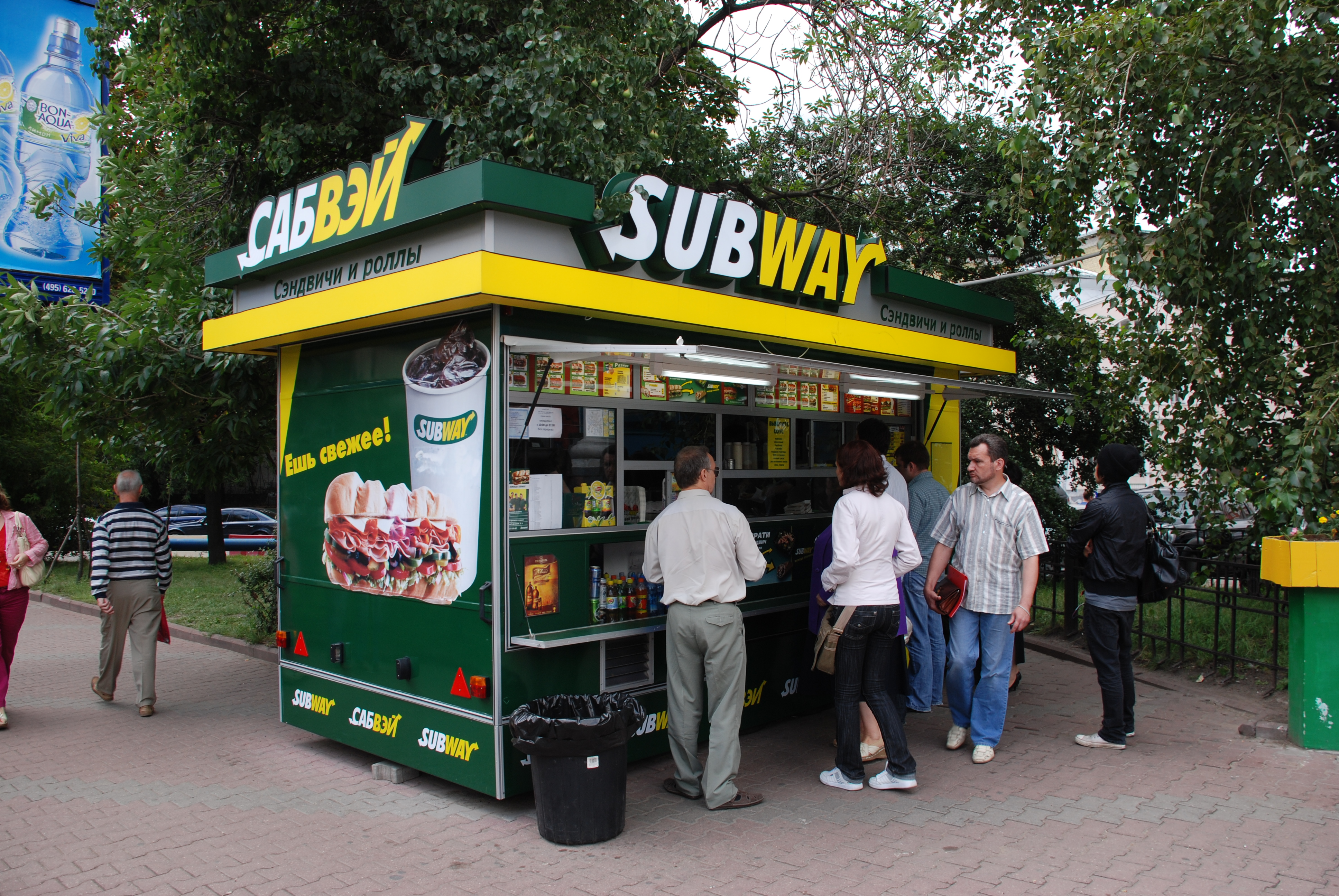
Первый в мире ресторан Subway в формате «Киоск Subway» в Москве

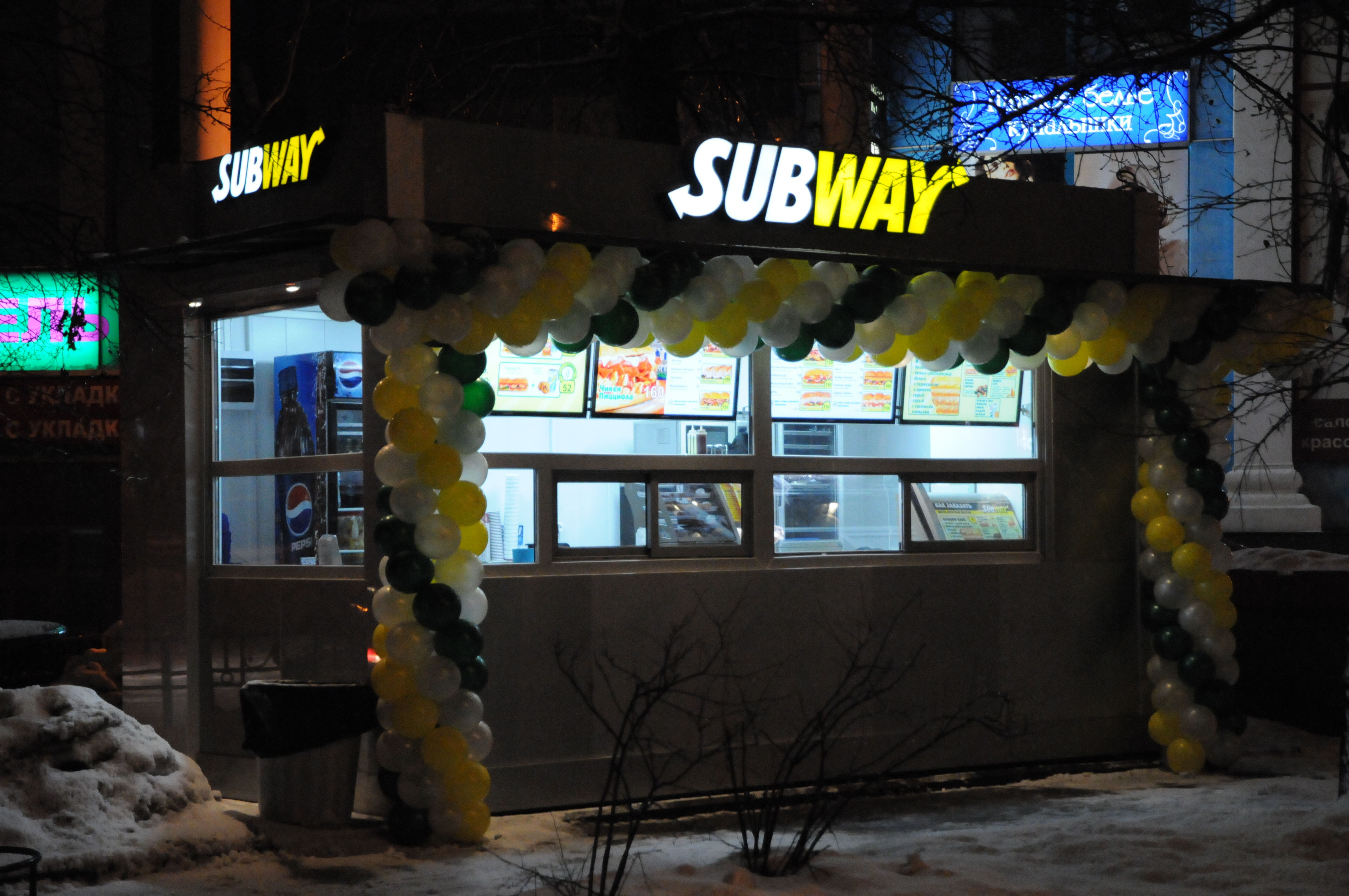
Рестайлинг парка «Киосков Subway» в Москве

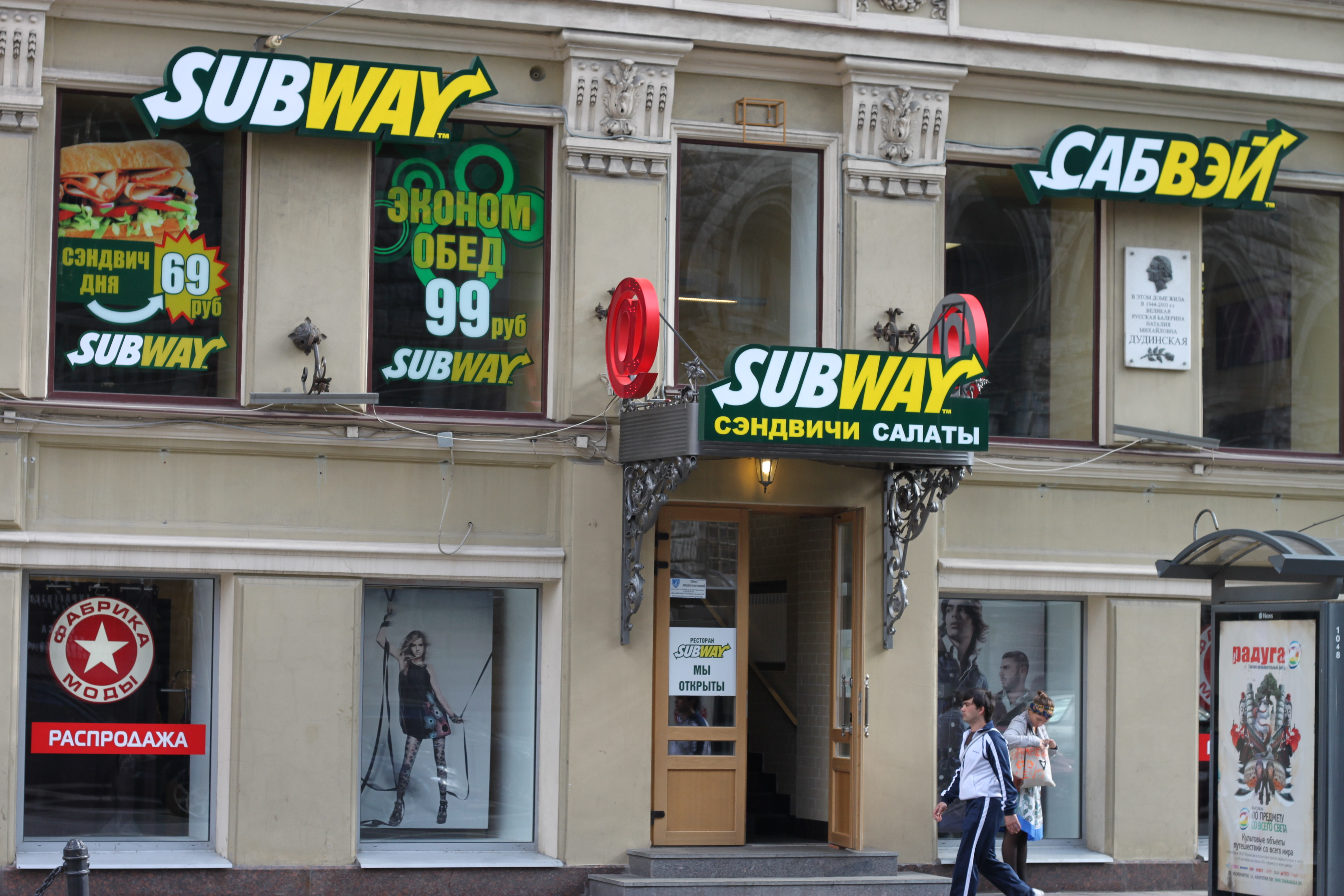
Ресторан Subway в Санкт-Петербурге

В России сеть Subway начала активно развиваться в 2004 году, открыв свой первый ресторан в Санкт-Петербурге на Невском проспекте. В течение года в России начали работу ещё четыре ресторана, в декабре 2008 года сеть преодолела рубеж в 57 точек, в апреле 2010 был открыт сотый ресторан Subway. Уже в декабре того же года сеть преодолела рубеж в 150 открытых точек на территории России. По состоянию на сентябрь 2020 года открыто 470 ресторанов Subway.

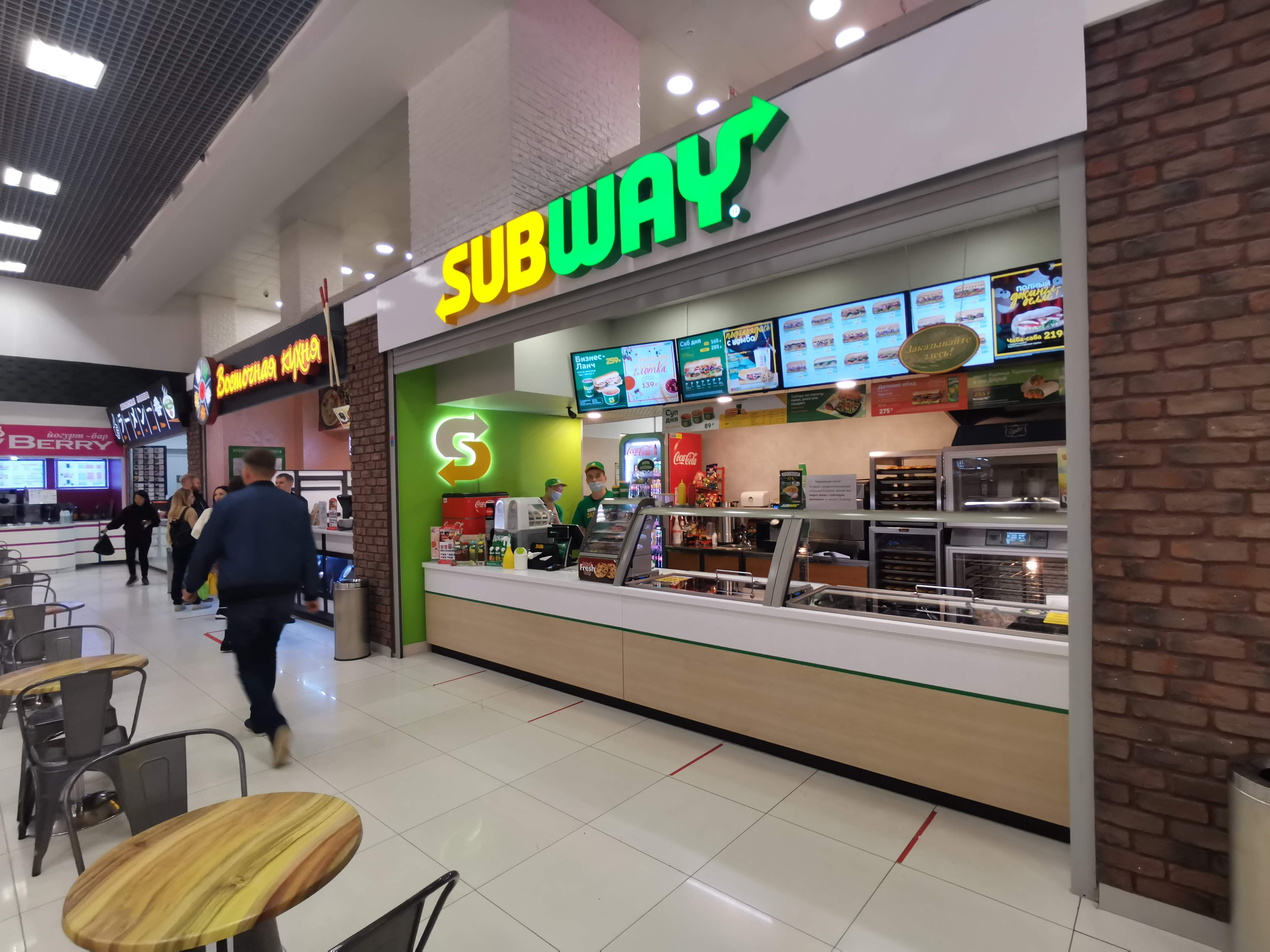
Обновленный ресторан Subway на фуд-корте, Дальний Восток

В конце 2011 года сеть ресторанов быстрого питания Subway обогнала McDonald’s по числу ресторанов и стала крупнейшей в России. В 2017 году звание крупнейшей сети фаст-фуда в России вновь вернулось к McDonald’s. По состоянию на конец ноября 2020 года по России работало 460 ресторанов.
16 августа 2025 года сеть объявила о смене названия на Subjoy, причиной стало окончание срока на использование бренда Subway.

## Sub Club

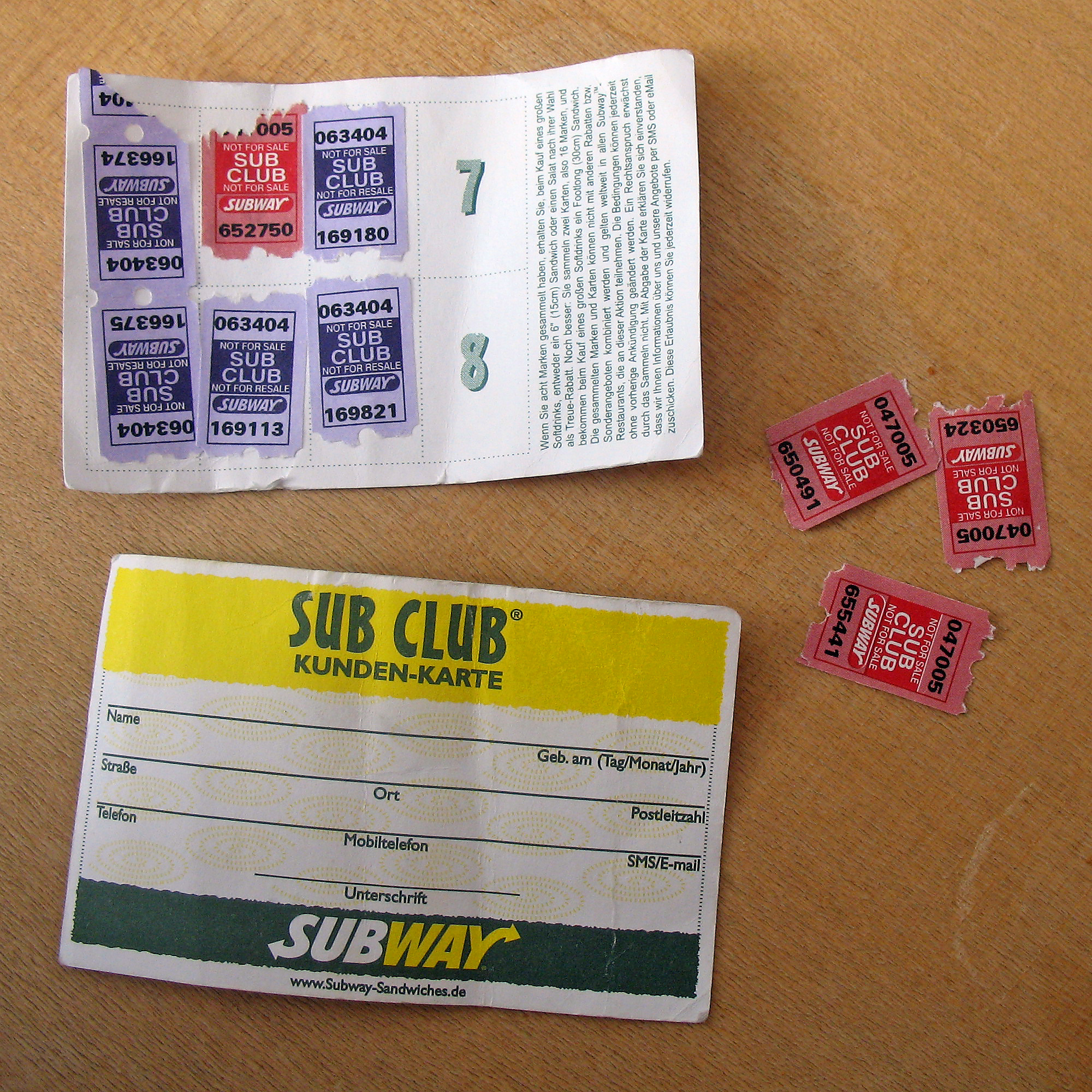
Марки и карточки Sub Club

У Subway существует программа бонусов для постоянных клиентов под названием Sub Club. За каждый приобретённый сэндвич размером 15 см клиент получает одну марку Sub Club, которую он может наклеить на специальную карточку. Собрав 8 таких марок, клиент может получить любой 15-сантиметровый сэндвич бесплатно при условии покупки к нему напитка. Собрав 16 марок, клиент может получить любой 30-сантиметровый сэндвич (при покупке напитка).
Изначально система бонусов была несколько другой: собрав 12 марок, клиент мог выбрать любой 15-сантиметровый сэндвич (30-сантиметровый за 24 марки) без каких-либо дополнительных покупок.
В июле 2005 года Subway объявил о закрытии программы Sub Club в США, Великобритании, Канаде и Австралии по причине появления большого количества поддельных марок, а также легальных марок, нелегально продаваемых работниками Subway на eBay и других онлайн-аукционах. Уже полученные марки в этих странах продолжили действовать до 1 февраля 2007 года. В других странах программа продолжает действовать дальше.
В качестве замены разрабатывается новая система с пластиковыми карточками, которые также можно использовать как подарочные и для оплаты покупки.
В 2020 году российские рестораны Subway запустили собственное мобильное приложение. Мобильное приложение позволяет делать предзаказ, узнавать о новостях и акциях в сети Subway, оставлять отзывы о работе ресторанов, а также копить баллы за заказы и получать за них подарки.

## Франчайзинг
Услуги франчайзинга для марки Subway во всём мире предоставляются частной фирмой Doctor’s Associates Inc. (DAI). Штаб-квартира фирмы находится в Милфорде, штат Коннектикут. В фирме работают 600 человек. По системе франчайзинга Subway по всему миру работают более 150 тыс. человек.
В России мастер-франшизой сети Subway владеет компания Subway Russia Service Company с головным офисом в Санкт-Петербурге.

## Договор с Coca-Cola
В 2005 корпорация Coca-Cola заключила с Subway договор об переходе на эксклюзивные поставки своих напитков для всех филиалов (до этого большая часть ресторанов обслуживалась компанией Pepsi-Cola). В качестве компенсации Coca-Cola обязалась бесплатно поставить во все филиалы Subway тостеры для быстрого подогрева сэндвичей.
В России до 2017 года во всех заведениях были представлены напитки Pepsi. В 2017 году российские рестораны Subway перешли на продукты The Coca-Cola Company.

## Критика
В книге «Fast Food Nation» Эрика Шлоссера критикуется политика франчайзинга, которой следует Subway. В 1990-е годы Subway был втянут во многие судебные дела, связанные с агрессивной политикой экспансии, когда два или несколько филиалов Subway открывались слишком близко друг к другу, что вызывало внутреннюю конкуренцию.
В России франчайзинг критиковали за отсутствие единой системы поддержки, контроля ресторанов и поставок ингредиентов, а также слабую рекламную поддержку со стороны материнской фирмы: уровень узнаваемости для марки Subway в России составляет около 1 % (в 2002 году о существовании Subway знало 7,2 % населения, посещало ещё меньше — 1 %).
В ресторанах сети нет жёсткого контроля качества используемых ингредиентов и качества обслуживания, поэтому в разных заведениях разный уровень сервиса. На 2017 год в одном заведении обслуживание могло занимать 3—7 минут, в другом — 20 и более. Сильно разнилось и качество сэндвичей, поскольку одни предприниматели используют продукты хорошего качества, а другие снижали издержки за счёт использования более дешёвых продуктов, например, использовали вместо мясной ветчины соевые аналоги или имитацию крабовых палочек в сэндвиче с морепродуктами. В большинстве ресторанов существенно различалось меню сэндвичей.
В начале 2012 года австралиец Мэтт Корби уличил компанию в обмане покупателей, выложив в интернет фотографию сэндвича длиной 12 дюймов с приложенной рядом линейкой, отметка на которой показывала 11 дюймов.
Летом 2021 года журналист The New York Times провел расследование. Он сдал в лабораторию сэндвич с тунцом на ПЦР-тест. Выяснилось, что тунца там нет. Эксперты говорят, что ДНК могла исчезнуть из-за тепловой обработки. Либо произошла подмена рыбы. Но недовольные клиенты подали коллективный иск в суд Калифорнии .
В 2022 году, несмотря на вторжение России в Украину и критику американским сообществом, Subway продолжил свою деятельность на территории России. В январе 2024 года Украинское национальное агентство по предотвращению коррупции внесло Subway в список «спонсоров войны».